# Psychoda mirabilis
Psychoda mirabilis és una espècie d'insecte dípter pertanyent a la família dels psicòdids, de Nova Guinea.

## Descripció
- El mascle fa 1,47-1,70 mm de llargària a les antenes, mentre que les ales li mesuren 1,85-2,30 de longitud i 0,95-1,17 d'amplada.
- La femella fa 1,30-1,40 mm de llargària a les antenes, mentre que les ales li mesuren 1,67-1,92 de longitud i 0,72-0,82 d'amplada.
- Les antenes presenten 16 segments.[1]